# 姚慕双
姚慕双（1918年—2004年9月20日），原名姚锡祺，男，祖籍浙江慈溪，生于上海，中国滑稽戏泰斗，一级演员，中国民主同盟盟员，中国戏剧家协会会员，中国曲艺家协会会员。

## 生平
1938年，拜滑稽艺术名家何双呆为师，改名慕双。
1939年，与弟弟周柏春在电台播搭档演独脚戏（为滑稽界搭档时间最长的响档）。
1942年，加入上海笑笑剧团，演滑稽戏。
1950年，与周柏春一起创建蜜蜂滑稽剧团（后重组纳入上海人民艺术剧院）。
2003年底，确诊患上肺癌，次年9月20日，病逝于上海徐汇区中心医院。

## 任职
姚慕双曾任上海戏剧家协会常务理事，上海曲艺家协会理事，上海滑稽剧团艺术顾问。

## 荣誉
1992年，获中华人民共和国国务院颁发的文化事业突出贡献证书。同年获国务院政府特殊津贴。

## 家庭
夫人白萍、弟弟周柏春。
长子姚祺儿、次子姚勇儿
孙子姚明方

## 逸事
- 大殓当日，各界数千人前来送行，可谓极尽哀荣。
- 其搭档周柏春曾在1980年代表演的独脚戏《算命》中，有台词说其可活到86岁，竟恰巧言中。[1]

## 名段，角色
名段：
- 《黄鱼调带鱼》
- 《英文翻译》
- 《宁波音乐家》
- 《啥人嫁拨伊》
- 《各地堂倌》

角色：
- 《满园春色》中的饭店4号服务员
- 《笑着向昨天告别》中的中医华祖康
- 《出色的答案》中的大炉工老方